# Dino Škvorc
Dino Škvorc (Čakovec, 2 februari 1990) is een Kroatische voetballer die als centrale verdediger speelt.

## Carrière
Dino Škvorc werd geboren in Čakovec en sloot zich op jonge leeftijd aan bij het plaatselijke NK Čakovec. In 2003 zette de jonge verdediger een stap hogerop. Hij belandde in de prestigieuze jeugdopleiding van NK Varaždin. Enkele jaren later maakte hij zijn debuut voor de nationale jeugdploegen van Kroatië.
Op 17-jarige leeftijd debuteerde Škvorc in het eerste elftal van Varaždin. Vanaf 2009 werd hij een vaste waarde. Toen de club zijn loon omwille van financiële problemen niet kon uitbetalen, liet hij zijn contract ontbinden. De stevige verdediger verhuisde in juni 2011 naar Dinamo Zagreb, dat hem reeds in augustus uitleende aan stadsgenoot NK Lokomotiva. In januari 2012 verbrak hij zijn contract bij Dinamo Zagreb.
Begin februari 2012 tekende hij een contract tot het einde van het seizoen met een optie voor 2 bijkomende seizoenen bij KV Mechelen. Op het einde van het seizoen 2011/2012 werd de optie echter niet gelicht.
In juli 2013 lijfde de Israëlische voetbalclub Beitar Jeruzalem Škvorc in van KV Mechelen. Na één jaartje vertrok de Kroaat ook weer uit Israël.
Na Israël tekende de Kroaat een contract met de Cypriotische voetbalclub Nea Salamina Famagusta, die de stad Larnaca vertegenwoordigt. Škvorc debuteerde voor de Cypriotische voetbalclub twee maanden later tegen Doxa Katokopia. De ploeg van Škvorc verloor in het Peristerona stadion met 2-0 van Doxa Katokopia.
Bij U Cluj vervolgde de Kroaat zijn loopbaan in juli 2014, waar hij voor één seizoen tekende.
| seizoen | club                          | land      | competitie         | wed. | goals |
| ------- | ----------------------------- | --------- | ------------------ | ---- | ----- |
| 2007/08 | NK Varteks Varaždin           | Kroatië   | Prva HNL           | 1    | 0     |
| 2008/09 | NK Varteks Varaždin           | Kroatië   | Prva HNL           | 1    | 0     |
| 2009/10 | NK Varteks Varaždin           | Kroatië   | Prva HNL           | 27   | 2     |
| 2010/11 | NK Varteks Varaždin           | Kroatië   | Prva HNL           | 29   | 0     |
| 2011/12 | GNK Dinamo Zagreb             | Kroatië   | Prva HNL           | 0    | 0     |
| 2011/12 | → NK Lokomotiva Zagreb (huur) | Kroatië   | Prva HNL           | 8    | 0     |
| 2011/12 | KV Mechelen                   | België    | Jupiler Pro League | 0    | 0     |
| 2012/13 | Beitar Jeruzalem              | Israël    | Ligat Ha'Al        | 32   | 1     |
| 2013/14 | Nea Salamina Famagusta        | Cyprus    | A Divizion         | 32   | 0     |
| 2014/15 | U Cluj                        | Roemenië  | Liga 1             | 26   | 0     |
| 2015/16 | Hapoel Kefar Saba             | Israël    | Ligat Ha'Al        | 29   | 0     |
| 2016/17 | FC Sheriff Tiraspol           | Moldavië  | Divizia Națională  | 16   | 1     |
| 2016/17 | HNK Hajduk Split              | Kroatië   | Prva HNL           | 5    | 0     |
| 2017/18 | Ankaran Hrvatini              | Slovenië  | 1. SNL             | 5    | 0     |
| 2017/18 | FA Alasjkert                  | Armenië   | Bardzragujn chumb  | 11   | 0     |
| 2018/19 | Budapest Honvéd FC            | Hongarije | Nemzeti Bajnokság  | 12   | 0     |
| 2019/20 | NK Rudar Velenje              | Slovenië  | 1. SNL             | 0    | 0     |
| 2020/21 | NK Polet                      | Slovenië  | 3. SNL             | 0    | 0     |
| Totaal  | Totaal                        | Totaal    | Totaal             | 235  | 4     |